# Friesella
Friesella es un género de himenópteros ápidos de la tribu Meliponini que incluye abejas sociales sin aguijón (Nogueira-Neto, 1970). Las obreras de alguna colmenas pueden poner huevos reproductivos en períodos de su vida adulta o pueden construir celdas reales donde reinas vírgenes son mantenidas (Imperatriz-Fonseca & Kleinert, 1998).
Las entradas al nido son pequeñas, construidas en cera blanca o blanco amarillenta. Las abejas hacen la entrada al nido mirando al norte. Presentan nido de cría irregular, pudiendo ser helicoidal o no tener forma definida. Construyen celdas reales, pero no involucro.
Las ánforas miden 0,5 centímetro de altura (Nogueira-Neto, 1970). Las colonias presentan cerca de 300 abejas. (Ihering in Nogueira-Neto, 1970).